# Castillo de Santa Catalina del Puerto
El Castillo de Santa Catalina del Puerto fue una fortificación situada en El Puerto de Santa María (en Cádiz, España), cuya construcción se inició en el siglo XVI. 

## Historia
Situado junto a una ermita dedicada a Santa Catalina, en 1540 mandaría Carlos V construir la torre, origen del castillo, aunque no se concluiría hasta los años 80. Las obras de la torre no debieron comenzarse hasta 1585, posiblemente al mismo tiempo que las del castillo de Puntales, pues es la propia ciudad de Cádiz la que solicita en 1586 al rey Felipe II que se construyan las obras de este fuerte, que con buen criterio consideraba parte integrante de su propio sistema defensivo. La torre levantada en estas fechas será de forma troncocónica, con dos bóvedas y preparada para montar varias piezas de artillería. Desde su posición, además de defender lo que pidiere alcanzar de la boca de la Bahía, debía asegurar en parte el acceso a El Puerto de Santa María. Construida en torno a 1580, la Torre de Santa catalina de El Puerto controlaba frente a San Felipe la boca de la Bahía. La distancia entre ambos limitó su capacidad defensiva ante los ataques de 1587 y 1596. Incorporada más tarde al castillo de Santa Catalina, los restos de la torre permanecen parcialmente en pie y volcados sobre el mar. En la actualidad, las ruinas de la torre pueden aún contemplarse en el interior de lo que fuera la plaza de armas del castillo.
Es una de las primeras defensas modernas situadas fuera de La Isla, y enfrentada al baluarte de San Felipe, defendía la amplia boca exterior de la Bahía. Reforzada previamente al ataque de 1625, su artillería posibilitó el traslado de víveres a Cádiz. De nuevo afianzado el fuerte, y ampliado posiblemente a la forma definitiva, no pudo impedir el desembarco y saqueo de 1702 ni su posterior voladura. Otra vez reconstruido, el frente del mar se cerraba en forma casi semicircular, mientras que el de tierra, en hornabeque, contaba con foso y camino cubierto con plaza de armas. Ampliado por Sala a mediados del siglo XVIII, sería destruido en 1810 para que los franceses no pudieran usarlo contra Cádiz, a pesar de lo cual sería ampliado, y las ruinas posteriormente ocupadas en 1824 por los Cien Mil Hijos de San Luis.
Formó parte de las defensas españolas durante la II Guerra Mundial. Abandonado, desaparecido el frente del mar y la torre parcialmente caída, se conservan en gran medida el frente de tierra y el foso. Los lienzos de sus murallas se componen de material ciclópeo revestido por sillares de piedra ostionera, parcialmente abatidos por los temporales.